# Province du Cap Corse
La province du Cap Corse est une ancienne division territoriale de la Corse, créée en 1620 par l'administration génoise et intégrée le 15 janvier 1790 sous l'administration française dans le district de Bastia. Son chef-lieu était Rogliano.

## Géographie

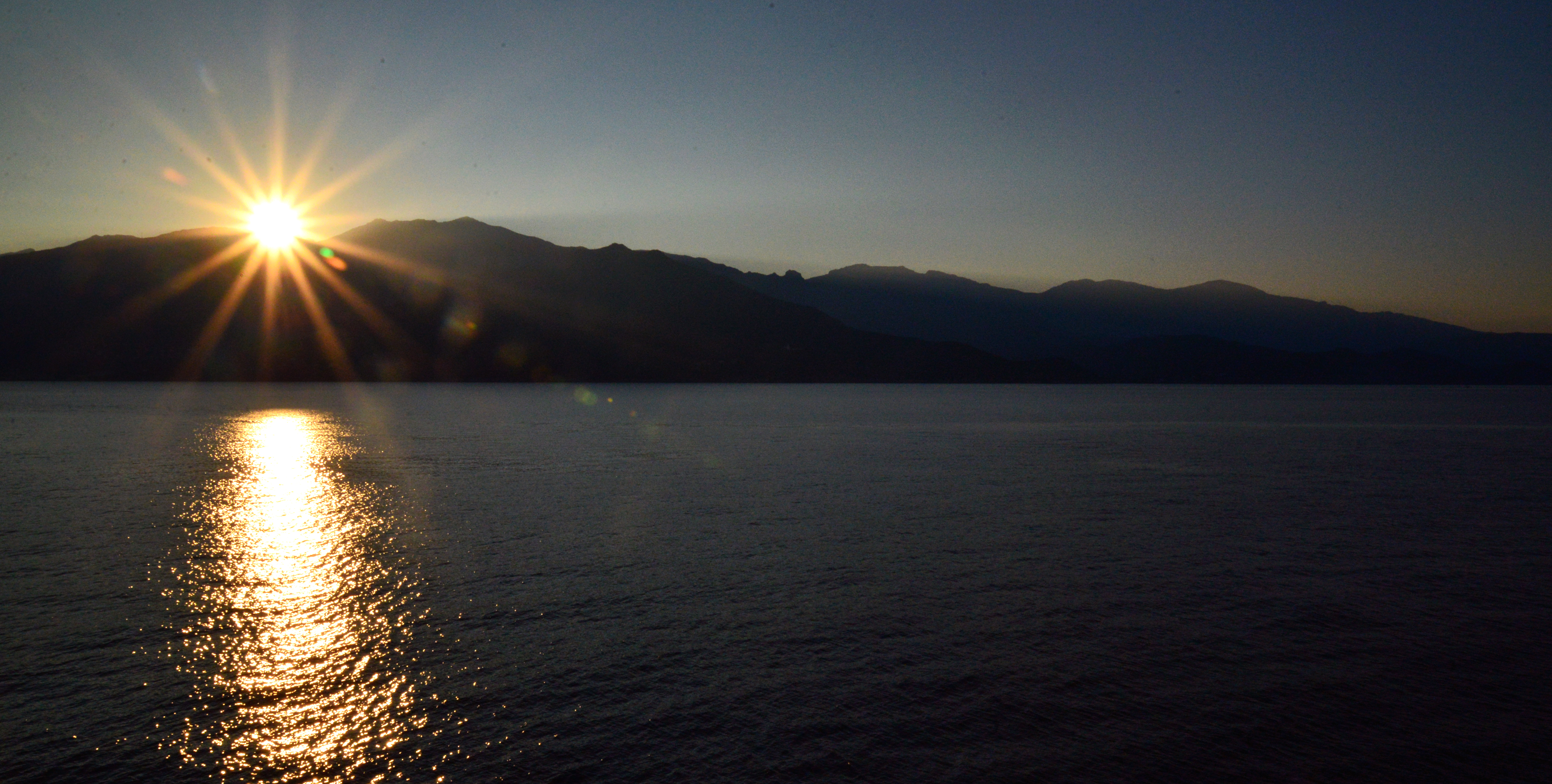
Coucher de soleil sur le Monte Stello.

La province du Cap Corse (Capo Corso) comprend la microrégion du même nom, limitée au sud par des contreforts du massif du Monte Stello. 
La pointe du Cap Corse était nommée Sacrum Promontorium par les Anciens.
Toute la juridiction de Capo Corso « est un pays fort abondant en vins blancs et rouges, qui quoiqu'un peu liquoreux, ne sont point de mauvaise qualité ».
La province était limitrophe de celles du Nebbio au sud-ouest et de Bastia au sud.

## Histoire

### Moyen Âge
Dans le haut Moyen Âge, en 649, cinq évêques corses sont présents au concile du Latran. Aux trois mentionnés dans les correspondances de Grégoire le Grand s'ajoutent ceux de Nebbio et de Mariana.
Après la fusion opérée entre 649 et 754, les cinq évêchés de l'île (Ajaccio, Aléria, Nebbio, Mariana et Sagone) sont réactivés.

Durant près de 300 ans, l'île a connu des périodes instables. Les Pisans ont mis en place ou ont renforcé la puissance des seigneurs insulaires tout en cherchant à les garder sous leur tutelle. Les grandes abbayes toscanes qui ont acquis des biens dans l'île à partir de la fin des années 1070, se développent rapidement. Mais l'intervention des Génois a dérangé cette situation avec, en 1133, le partage des évêchés insulaires entre les deux communes. À Pise échoit tout le sud de l'île et Aléria, alors que Gênes hérite des diocèses de Mariana, Nebbio et Accia, tous situés dans la moitié nord.
En 1080, la Corse reste administrée par un seul évêque. Gerardo (1079-80 - 1085) succède à Landolfo sur le trône épiscopal de Pise. Il bénéficie de la délégation des pouvoirs relatifs à la Corse.
En 1112 ou 1113, la piève Santa Maria della Cappella est offerte à l'abbé de la Gorgone par l'évêque de Mariana avec ses dépendances, dîmes et officia. Mais ce cas, probablement exceptionnel puisqu'il s'agit avec San Nicolao de Tomino de l'unique piève possédée par une abbaye, fait l'objet d'un litige entre le clergé séculier et les moines de la Gorgone
Dans la documentation écrite en 1118, sont cités pour la première fois trois évêques : ceux d'Aléria, de Mariana et de Nebbio.
Durant la seconde moitié du XIIe siècle et le XIIIe siècle, les deux cités maritimes de Pise et de Gênes s'affrontent pour la possession de l'île.
La révolte anti-seigneuriale de 1357-1358, selon la chronique de Giovanni della Grossa,  parvint rapidement à la destruction de tous les châteaux. Six d'entre eux, parmi lesquels de Nonza et de San Colombano de Rogliano, auxquels il faut ajouter Bonifacio et de Calvi qui dépendaient directement de Gênes, sont volontairement épargnés pour servir de siège de justice ou pour protéger des marines.
En 1246, Ansaldo de Mari de la grande seigneurie des de Mari, acquiert la moitié nord du Cap Corse.
Dans un acte du 29 janvier 1348, les hommes de Rogliano et Meria jurent collectivement fidélité à leur seigneur Babilano de Mari.

Les Mari et les Avogari, seigneurs du Cap, bien qu'alliés de Gênes, ont eu aussi à souffrir des turbulences de 1358. Mais, bien que détruites au XIVe siècle, la plus grande partie de leurs fortifications est utilisée jusqu'au milieu du XVIe siècle, moment où Gênes entreprend la destruction définitive de ces édifices. Après le milieu du XIVe siècle, on ne trouvait déjà plus trace de Filetto, Feniculu, Minerbio et Oveglia. 
Le Deçà des Monts comprenait dix parties principales qui sont les juridictions de Bastia, Nebbio -dans l'ancienne division on ne comptait ces deux juridictions que pour une, Capo Corso, Aléria, Corte, Calvi & Balagna, et les trois fiefs de Brando, Canari & Nonza.
La division du territoire en cinq diocèses sert de base à un morcellement en circonscriptions plus réduites au nombre de soixante-dix à quatre-vingts pour toute l'île et quarante-huit pour le seul Deçà des Monts, selon le modèle toscan : la piève.

La province de Capo Corso comprenait les pièves de fiefs seigneuriaux suivantes :
- Brando ;
- Nonza ;
- Canari ;
- Luri ;
- Rogliano.

### Temps modernes
En 1739, la monarchie française envoie en Corse un puissant corps expéditionnaire commandé par le marquis de Maillebois. Celui-ci fait opérer au mois de juin 1740, un dénombrement général de l'île qui avait donné pour la juridiction de Bastia les résultats suivants :
| Juridictions ou fiefs Noms des Pieves qui en dépendent & nombre des villages ou paroisses | Nombre de feux | Nombre d'habitants |
| --- | -------------- | ------------------ |
| Capo Corso Cette juridiction de même que les trois fiefs qui suivent n’est point divisée en Pieves ; elle comprend 10 villages qui sont considérables & ont chacun leurs Podestats ou Pères des communes qui règlent à part ce qui concerne chaque endroit. | 1 480          | 6 410              |
| Fief de Brando : il comprend cinq villages | 535            | 2 386              |
| Fief de Canari : n'a que le village de ce nom | 145            | 618                |
| Fief de Nonza : quatre villages en dépendent | 227            | 962                |
| Total de cette juridiction : | 2 427          | 10 376             |

- 1756 - Sur ordre du maréchal de Maillebois, Robert de Vaugondy dresse une carte militaire des juridictions de Corse.
- 1790 - Le 26 février, un décret de l’Assemblée nationale fixe le nom, l’étendue, les limites et les districts des 83 départements. La Corse est partagée en neuf districts (avant on disait juridictions) : Bastia, Oletta, A Porta, Cervioni, Corti, l’Isula Rossa, Aiacciu, Tallà et Vicu. Le district est partagé en cantons (avant on disait pievi), le canton en communes.

Le 28 août, la Constituante décrète que les tribunaux de district du département de la Corse seront établis à Bastia, Oletta, l’Isula Rossa, A Porta d’Ampugnani, Corti, Cervioni, Aiacciu, Vicu et Tallà.
- 1793 - Le 11 août, la Convention décide que les départements de l’île de Corse s’appelleront Golo (chef-lieu : Bastia, districts : Bastia, Calvi et Corte) et Liamone (chef-lieu : Ajaccio, districts : Ajaccio, Vico et Sartène)[6].